# Frenchie (cómic)
Jean-Paul DuChamp, generalmente conocido como Frenchie, es un personaje ficticio que aparece en los cómics estadounidenses publicados por Marvel Comics. Se le ve principalmente como el piloto y compañero del Caballero Luna.

## Historial de publicaciones
El personaje apareció por primera vez en Werewolf by Night #32, en agosto de 1975, que también contó con la primera aparición de Caballero Luna. El personaje aparecería a continuación en el número 49 de The Defenders, en julio de 1977, convirtiéndose en un personaje recurrente en la serie Moon Knight de 1980 y en la serie Marc Spector: Moon Knight de 1989. El personaje también jugó un papel importante en la serie Moon Knight de 2006 y también apareció en la serie de 2009 Vengeance of the Moon Knight. El personaje reaparecería más tarde en la serie Moon Knight de 2016, donde es uno de los pacientes mentales en un manicomio en la Ciudad de Nueva York junto a Marc Spector, Bertand Crawley, Gena Landers, Marlene Alraune y otros.

## Biografía ficticia
Frenchie originalmente tuvo una relación sentimental con una mujer llamada Isabelle Kristel, pero luego lo dejó. Después de esto, se convirtió en mercenario, donde se encontró con Marc Spector y Raoul Bushman. Una vez que Spector se convirtió en el Caballero Luna, Frenchie lo ayudó a luchar contra Bushman, quien los había traicionado. Más tarde diseñaría y construiría el Mooncoptero del Caballero Luna.
Frenchie luego se infiltró para infiltrarse en la organización criminal del Comité, bajo el alias Monsieur LeBlanc, lo que permitió al Caballero Luna acabar con la organización.
Frenchie quedó lisiado más tarde cuando el hermano del Caballero Luna, Randall Spector, provocó una explosión en la mansión del Caballero Luna. Su novia, Chloe Tran, también le informó que tenía el linaje de los Hellbent, una raza de seres sobrenaturales, y que tiene la capacidad de transformarse en sus antepasados.
Después de ser ahuyentado por Caballero Luna, Frenchie comenzó a tener una aventura con Rob Silverman, y abrieron y administraron un restaurante llamado En Table. Norman Osborn se enteró de que Frenchie era un socio del Caballero Luna y envió una pandilla para matarlo a él y a Silverman para provocar al Caballero Luna. El ataque dejó a Silverman en estado crítico, lo que provocó que Frenchie y Caballero Luna unieran fuerzas nuevamente y atacaran a la pandilla que los atacó.

## Poderes y habilidades
Frenchie es un piloto habilidoso y un combatiente cuerpo a cuerpo por encima del promedio.

## En otros medios
- Frenchie aparece como un aliado en el juego de pinball virtual Caballero Luna para Pinball FX 2 lanzado por Zen Studios.[3]
- El nombre de DuChamp (deletreado Duchamp) aparece en el primer episodio de Moon Knight cuando Steven Grant encuentra un teléfono que pertenecía a Marc Spector en su apartamento y revisa sus llamadas perdidas.[4]